# Schlüsselzonenmassage
Die Schlüsselzonenmassage (oder Manuelle Therapie nach Marnitz, bzw. Marnitz-Therapie) ist eine Behandlungsmethode der physikalischen Therapie und Physiotherapie. Sie wurde von Harry Marnitz als ganzheitliches Behandlungskonzept entwickelt.
Als Schlüsselzonen werden die Bereiche des menschlichen Körpers verstanden, die über Reflexbögen eine Verbindung zueinander haben. Durch diese nervale Verbindung können Symptome einer Erkrankung oder Verletzung an der entsprechenden Gegenzone „sichtbar“ (z. B. durch Rötung oder Schmerz) werden. Damit eine möglichst starke Wirkung beim Patienten eintreten kann, hat Marnitz eine Tiefenmassage aller Gewebsschichten, die gezielt auf z. B. Muskeln oder Bänder angewendet wird, mit manualtherapeutischen Maßnahmen kombiniert. Neben einer direkten Wirkung wird eine reflektorische Wirkung angestrebt.
Die Hauptindikationen sind Immobilisationen und Schmerzen bei chronischen und akuten Erkrankungen des Bewegungsapparates. Da die Massage nur sehr gezielt und nicht großflächig angewendet wird, können auch Patienten mit Ödemen behandelt werden.